# Hasan al-Basri
Hasan al-Basri (arabsko الحسن البصري), čigar polno ime je Abu Sa'id idn Abi al-Hasan Yasar al-Basri, je bil rojen leta 642 v Medini, umrl pa je 15. oktobra 728 v Basri v Iraku. Bil je eden izmed najpomembnejših mislecev zgodnjega Islama, muslimanski pridigar, asket, teolog, učenjak, ekseget, sodnik in mistik. Spadal je pod drugo generacijo muslimanov, ki so bili kasneje v sunitski islamski pobožnosti imenovani tābiʿūn. 

## Življenje
Hasan al-Basri se je rodil devet let po smrti preroka Mohameda in bil vzgojen v njegovem družinskem krogu. Njegova starša, Yaser in Khayra, sta bila osvobojena sužnja. Njegovo ime, Hasan, ki pomeni lep, mu je dodelil Omar ibn al-Khattab in tudi molil zanj. Spoznal je preko 100 prerokovih tovarišev, eden izmed katerih je bil njegov učitelj, ko je Hasan odšel študirat v Wadi al-Qura.  
Svoje zgodnje življenje je preživel v Medini, po bitki pri Siffinu (657) pa se je preselil v Basro. Sodeloval je v odpravah in med drugim spremljal enega od poveljnikov kot uradnik. Prav tako je sodeloval v drugi vojaški odpravi v Kabul.  
Ko se je vrnil v Basro, je moral na ukaz guvernerja Sulejmana ibn Harba opravljati delo islamskega sodnika (kadi), v zameno pa ni prejel nobenega plačila. Ko je prenehal delovati kot islamski sodnik, je začel širiti svoje pridige Muslimanom, katerih miselnost je postala temelj asketizma in mistike v Islamu, on pa je postal odrešenik Islama. Leta med  684 in 704 so zaznamovana, kot ključna v njegovem obdobju pridiganja. Poudarjal je, da se bi pravi Musliman moral izogibati grehom in biti v stalni zaskrbljenosti pred smrtjo, saj nihče ne more biti prepričan o usodi, ki ga čaka na drugem svetu. Zanj je bil sovražnik Islama hinavec, ki vere ni jemal resno in ne nevernik. Ta mentaliteta bo kasneje vodila do začetka misticizma in asteticizma v Islamu. Osebno je močno preziral bogastvo.  
Hasan je mel izjemno govorno sposobnost, ki naj bi presegala vsakega učenjaka in pridigarja v Hijazu ali Levantu, poleg tega pa tudi izostren vpogled v vprašanja, ki so mučila tedanji muslimanski svet. Že v njegovem odraščanju je bil občudovan zaradi njegove zvestobe Mohamedu. Čeprav danes njegovih pridig ni na voljo v pisni obliki, njegovi sodobniki poročajo o njegovem slogu kot o retorični mojstrovini. Sposoben je bil tekoče govoriti v filozofski globini. Nekatere izmed njegovih tropov in aluzij sofisti še danes uporabljajo.  

## Pogledi

### Politika
Hasanov al-Basrijev pogled na oblast je bil apolitičen v odnosu do oblasti, saj nikoli ni podpiral vladavine Omajadov, a prav tako ni sodeloval v uporih proti njihovi vladavini, čeprav jim je v določenih primerih nasprotoval. Njegova politična mnenja so izhajala iz verskih. Ko je Muawiya, ustanovitelj in prvi kalif, za dediča dodelil svojega sina, ki naj bi bil nesposoben, ga je Hasan močno kritiziral. Obsodil je tudi guvernerja Omajadov, zaradi česar se je bil med leti 705-714 prisiljen skrivati. Po smrti guvernerja pa je prišel iz skrivališča, se zahvalil Alahu in molil za uničenje guvernerjeve politike.  

### Misticizem in suficizem
Je eden izmed tako rekoč začetnikov oziroma patriarhov sufizma in je bil v svojem času zelo priljubljen med muslimani vseh starosti. Podobno idejo sta razglabljala tudi Rabia al-Adaviyya in Said ibn Musayyab . Začetna faza sufizma je predstavljala in celo pričakovala veliko joka, žalosti, strahospoštovanja in ljubezni do Alaha. Noben od njegovih spisov ni ohranjen, je pa priznano, da je mnogo študentov poučeval o verskih naukih in to, kar je pozneje postalo znano kot sufizem. Veliko bolj verjetno, kot da je Hasan pisal popolna dela, je to da je nauke predajal ustno. Iz kasnejših islamskih del je znano, da je poudarjal asketizem in onostranstvo.     
V luči sufizma je trdil da bi se moral pravi musliman izogibati barvam in okusom tega sveta, za izkustvo le the v onostranstvu. Prav ta onostranski pogled je okoli njega zbiral množice. V nekem govoru je dejal: “Every ummah has got its own idols. This ummah’s idols are the gold and the silver.” Tu se resnično pokaže njegova ideja trdega dela samo za drugi svet in nič dela za tega. Sam je prav tako živel po tem principu in prav zaradi tega je imel tako večji vpliv na svoje učence.                                                          
Al-Basrijev pogled govori o tem, da je hipokrit zmožen narediti več škode islamu kot nevernik, saj naj bi muslimani se ne zmenili za prepričanja nevernika, hipokrit v njihovi veri pa jih lahko prevara, saj mu zaupajo. 
Pri debati o svobodi  in usodi pa zavrača fatalizem in verjame, da so ljudje sami odgovorni za svoja dejanja. Nekateri kritiki prav zaradi tega verjamejo, da je bil udeleženec Mu’tazila, nekakšne šole Islamske teologije. Nekateri celo pravijo, da je hodil po poti Sunni muslimanov, po drugi strani pa ga tako Mu’tazila in Ashariyyah sekta sprejemata kot svojega začetnika.  
Sufisti so si tako kot za vsakega velikega učenjaka, tudi zanj izmislili ogromno zgodb. Ena od njih pravi, da je Al – Basri začel kot trgovec zlata, a je spoznal praznost in nepomembnost teh dragocenosti, ko je je bil priča smrti princa Bizantinske države. Takrat je videl da so vsi, vključno z mogočnimi bojevniki, šolarji, sužnji , prav vsi, enako nemočni proti smrti. Takrat se je odločil odpovedati vsem materialnim dobrinam in naj bi posvetil svoje življenje branju, razmišljanju ter pričanju o svojem razodetju.  

## Dela
Hasan al-Basri je bil pisec spisov, a se žal noben ni ohranil. Knjiga z naslovom Prayers for forgiveness (izšlo leta 2004) je najbolj znano delo v katerem je omenjen in je skoraj popolnoma posvečeno njegovim naukom in mislim, ki jih je pričal. Podobno delo je tudi Čujem Šum, Prijatelja ne vidim, ki govori o pobožnosti. Omenjen pa je tudi v knjigi The way of the Spiritual muslim.